# Klapa
Klapa is een bestuurslaag in het regentschap Banjarnegara van de provincie Midden-Java, Indonesië. Klapa telt 2797 inwoners (volkstelling 2010).